# Cartoixa de Valldecrist
La Cartoixa de Valldecrist és un monestir cartoixà situat al municipi valencià d'Altura, a la comarca de l'Alt Palància (Castelló).
Es tracta d'un monestir molt significatiu en la història del Regne de València, fundat per l'infant Martí, qui després seria Martí l'Humà. En ella s'allotjaren personatges rellevants com ara Bonifaci Ferrer (que arribà a ser-ne el prior), Benet XIII o Sant Ignasi de Loiola.

## Història

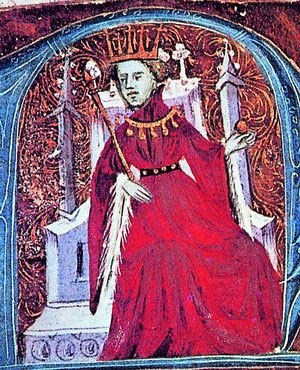
Martí l'Humà (Llibre de privilegis de la Cartoixa de Valldecrist)

### Primers anys
Valldecrist fou la cinquena fundació cartoixana de tota la península (després de la pionera d'Escaladei l'any 1194 i Sant Pol del Maresme el 1269, Portaceli el 1272 i Sant Jaume de Vallaparadís el 1345), fundada el 1385 durant el regnat Pere IV, però el fundador principal fou l'infant Martí. Se citen també com a fundadors de la cartoixa Pere IV, els seus fills Joan d'Aragó i Martí d'Aragó, Maria de Luna i el fill dels dos úlims, Martí, rei de Sicília. Així i tot, qui va posar més voluntat com a benefactor de la nova fundació fou Martí I.
Martí, segon fill de Pere el Cerimoniós, va nàixer l'any 1356. La seua infància es desenvolupà amb la companyia de Bernat Çafàbrega, jove noble que es trobava al servei del rei i en qui Martí confià tota la seua vida. Çafàbrega entrà a l'orde cartoixà quan Martí tenia catorze anys i l'infant el visitava sovint a la cartoixa d'Escaladei, aspecte que influí en el jove per la seua preferència per l'orde cartoixà. L'any 1380 son pare el nomenà Vicari General del Regne de Sicília, aleshores tenia 24 anys i la seua vida transcorria en els seus palaus de Montblanc, València, Xèrica i Sogorb. En 1383 Martí tingué un somni amb la visió del Judici Final, i decidí empendre immediatament la fundació d'una cartoixa (projecte que havia anat posposant degut als seus escassos recursos econòmics).
Els passos per a la fundació de la nova cartoixa foren, d'una banda, la petició de Martí al Papa Climent VII, i de l'altra, al General de l'Orde Cartoixà, Guillem Raynaldo. La resposta afirmativa d'ambdós tingué lloc el 21 d'abril de 1383.
La tasca de buscar d'un lloc adequat per a la fundació fou encomanada per l'Infant a Ènnec de Vallterra (bisbe de Sogorb), a Mossén Bonifat de sant Feliu (procurador general dels seus Estats) i Simó de Castellets (prior de Portaceli), a causa del fet que hagué de partir cap a Montsó on son pare havia convocat Corts.
Finalment en lloc va ser elegit un 17 de març de 1385, quan acompanyats els anteriors per Martí i un pelegrí arribat de Terra Santa, al devot li semblà que havia trobat el lloc més semblant a la Vall de Josaphat a Jerusalem, motiu que podria ser l'origen del nom de la cartoixa. Decidida la ubicació, Martí procedí a comprar les terres on es construïrien els edificis cartoixans, les quals tenien dos propietaris: Na Sevilla López i Miquel Castelló, veí i notari de Sogorb. A més, fon necessari comprar més terres en la partida de Cànavas.
L'acceptació de les donacions de l'Infant i la seua esposa Maria de Luna tingué lloc a la catedral de Sogorb el 18 de març de 1385 per part de Simó de Castellets (prior de la cartoixa de Portaceli) amb l'autoritat que li havia donat el General de l'Orde. L'endemà, Martí donà a la seua fundació el nom de vall de Jesucrist.
Els primers monjos i conversos del monestir procedien de la cartoixa d'Escaladei; eren: Bernat Çafàbrega, Arnau Ardueny, Joan Ferran, Francesc Çaplana; els conversos eren Fra Guillem despuig i Fra Antoni Çaplana. Varen eixir de la seua cartoixa cap a Portaceli el 23 de maig i el 5 de juliol eixiren des de Portaceli cap a Valldecrist. El 18 de juny del mateix any (1385), eixiren des de Sogorb en processó cap al lloc escollit. Llavors es donà possessió de la nova casa, s'hi celebrà la primera missa i s'hi col·locà la primera pedra.
El primer prior de Valldecrist fou Joan Berga, el mateix que el de la cartoixa de Portaceli.
L'Infant Martí no estava en principi destinat a ser rei, per això oferí a son pare la possibilitat que fora considerat fundador de la cartoixa (d'eixa manera aconseguia que la fundació fora reial i honorava son pare al mateix temps). Martí procedí a vendre-li a Pere IV el molí de Xèrica i el dret a herbatges d'eixa població (n'era comte) per 60.000 sous, el 7 de gener de 1386 Pere el Cerimoniós s'instituïa com a fundador de Valldecrist i donava el molí i els herbatges que li havia comprat al fill. Els tres llibres encarregats a fer que contenen tots els privilegis concedits a la cartoixa de part dels seus monarques fundadors es troben a l'Arxiu Nacional de Barcelona (on està el còdex signat per Pere el Cerimoniós), i a l'arxiu de la Catedral de Sogorb es troben els exemplars signats per Martí l'Humà i Martí el Jove.
Pere IV va morir el 5 de gener de 1387. El succeí Joan, el primogènit, qui confirmà els privilegis i donacions al monestir, a més d'afavorir-lo personalment. Gràcies a això, la construcció de la cartoixa avançà ràpidament. Martí seguí contribuint, ordenà que les aljames de Sogorb, Altura i Vall d'Almonesir que prengueren pel seu compte el carruatge i tragí dels instruments i màquines necessàries de fusta, pedra i tot el que fera falta per a l'obra de la cartoixa.
Quan Joan el Caçador morí sense descendència el 19 de maig de 1395, el seu germà Martí pujà al tron. Amb això les obres prengueren una nova espenta. En aquell període s'acabà el primer claustre, les cel·les reials i l'església de Sant Martí (acabada el 1400 i beneïda el 13 de novembre de 1401, el rei va donar obres destacables de la capella reial per a la decoració, a més de relíquies importants). Al mateix temps començaria la construcció d'un altre claustre i una església més grans, més a l'altura d'un rei. L'any 1404 Martí confirmà tots els privilegis concedits per son pare, el seu germà, ell mateix i Maria de Luna (abans de ser reis), i es recopilaren tots en un llibre segellat i signat per ell a València el 17 de maig de 1404; també es recolliren en un altre llibre, segellat i signat pel seu fill Martí rei de Sicília el 10 d'abril del mateix any.
A partir d'aleshores les obres continuaren amb més sumptuositat (la nova església i el claustre major). A càrrec de la mateixa reina es construïren dotze cel·les al claustre major.
Encara que les visites a la cartoixa eren freqüents, el rei no podia fer-se càrrec directament de les obres, i va delegar eixa tasca en Bernat Çafàbrega, primer conrer del monestir i obrer de la cartoixa durant vint-i-sis anys.
A més dels reis, hi hagué altres personatges que beneficiaren a Valldecrist, com ara Pere Padiolo, elegit prior el 1402. Durant el seu mandat s'iniciaren les obres de l'església i claustre major. Sent ell prior moriren Maria de Luna el 26 de desembre de 1406 i Martí el Jove el 1409, a més Altura i les Alcubles foren donades a la cartoixa (maig de 1407). Un altre benefactor fou Bonifaci Ferrer, germà de Vicent Ferrer, qui va ser triat General de l'Orde Cartoixà el 23 de juny de 1402, després de la mort de Guillem de Raynaldo. Volgué renunciar al càrrec el 1410, però Benet XIII amb dues butles li ordenà que continuara com a General de l'Orde i li permeté celebrar Capítol general en la cartoixa que escollira. A partir de 1410 el Capítol General cartoixà residí a Vall de Crist, i s'hi celebraren sis Capítols Generals.
El mateix 1410 mor el fundador i protector, Martí l'Humà.

### Després deMartí l'Humà
Bonifaci intentarà arreglar la situació econòmica provocada per la mort del fundador, obtenint nous privilegis i rendes i consolidar els ja atorgats. Així es pogué continuar amb l'obra del claustre i l'església major, el capítol, el refectori, etc. Bonifaci mor el 27 d'abril de 1417, i serà el primer religiós soterrat al cementeri del claustre major (acabat el 1425).
El 5 de maig de 1425 Francesc Maresme va ser elegit com a prior. Ell fon el responsable del cadiratge del cor fet de fustes portades de Flandes i arribades a València el gener de 1426. També s'emprengueren obres com el retaule de l'església major i algunes capelles per part de particulars.
El següent prior fou Bernat Fornos, elegit el 12 de desembre de 1435. Durant el seu mandat se segregaren de la província de Catalunya les cartoixes d'El Paular, Las Cuevas, Aniago i Miraflores passant a constituir la província de Castella, que ocorregué al Capítol General de 1442. A la província de Catalunya es quedaren les cartoixes d'Escaladei, Portaceli, Montalegre, Valldecrist i Valldemossa.

### Edat moderna

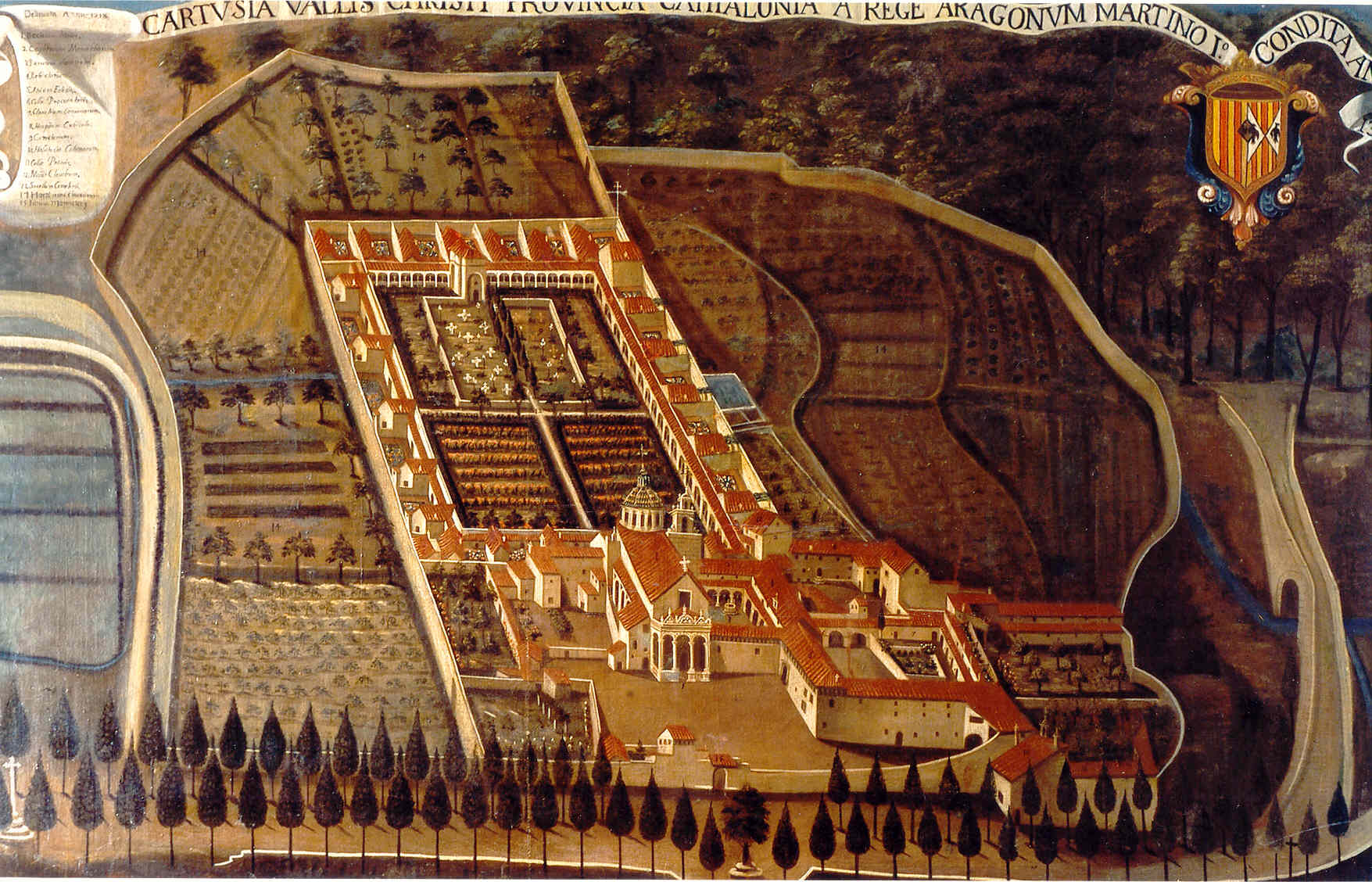
Aspecte de la cartoixa durant l'Edat Moderna

El 28 de març de 1489 Lluís Mercader és elegit prior. La capella de les Ànimes del cementeri i la capella de Santa Maria Magdalena són responsabilitat seua. Mercader fou ambaixador de Ferran el Catòlic a Roma, amb el Papa Alexandre VI el 1499. De Roma portà un magnífic Crist de marbre que es col·locà al capítol. El 1513 va ser nomenat Inquisidor General de la Corona d'Aragó.
El següent priorat destacable serà el de Francesc Marqués, 1552-1567. Durant el temps que estigué a càrrec de la cartoixa es va realitzar un Breviari, on es recollien les donacions i privilegis reials, i en general totes les donacions des de la fundació.
Joan Bellot fou prior dues vegades, de 1576 a 1581 i de 1593 a 1599. Construí les masies d'Uñoz i de Cucalón, més la infermeria de la cartoixa.
Durant el priorat de Lluís Mascarell, des de 1604, Valldecrist perdé el 14 de juny del 1608 la possessió de la Cova Santa, que passà al bisbe de Sogorb (Felicià de Figueroa) i del vicari d'Altura.
Entre 1633 i 1638, quan era prior Enric Tristany, començà la reforma de l'església principal, passant de gòtic a barroc.
Joaquim Alfaura, prior des de 1662 a 1666, és qui manà construir el cimbori del temple, començat el 1665. A més és autor de nombrosos escrits relacionats amb la cartoixa, destaca Historia o anales de la Real cartuja de Val de Cristo, fundación de los muy altos Reyes de aragón D. Pedro y D. Marín, su hijo.
L'acabament de la infermeria i apotecaria, i les noves construccions per a fusteria i ferreria es dugueren a terme durant el priorat de Gregori Macarell (1693-1697).
Una obra fonamental per a l'estudi de la cartoixa de Valldecrist és Fundación de la Real Cartuja de Val de Cristo por los magníficos y piadosísimos Reyes D. Pedro IV, sus hijos, D. Juan II, D. Marín, Doña María de Luna y D. Martí de Sicília, hijo de éstos, escrita per Fra Joaquim Vivas, el qual professà a la cartoixa des de l'1 de gener de 1755.
Josep Tomàs Ferrer serà el prior de 1703 a 1712 (i després el 1720), és a dir durant el seu priorat succeí la Guerra de Successió. El monjos s'inclinaren per l'Arxiduc Carles i hagueren d'abandonar Valldecrist durant quatre mesos per evitar represàlies.
El nou retaule de l'església de Sant Martí fou ordenat construir sota el priorat de Josep Palomar, 1738-1753.
Josep Pastor (prior des de 1788), participà en el primer Capítol General de la Nova Congregació de cartoixes d'Espanya, celebrada en la cartoixa d'El Paular el 2 de juliol de 1798. En aquella norma, Valldecrist quedava com "Casa capitular i seu del definitori per a sempre". En el Capítol General de 1794 (celebrat ja a la nostra cartoixa) fou elegit el Primer Definidor de Catalunya.

### Contemporaneïtat
El priorat de Lluís Barreda (triat prior en març de 1808) sofrí la invasió francesa i la Guerra del Francés, el 1810 es desallotjava Valldecrist, arran del decret d'exclaustració de Josep Bonaparte. Durant l'ocupació el monestir serví d'allotjament per a la cavalleria de l'exèrcit francés.
La segona desocupació de la cartoixa esdevingué el 1820, obeint el decret de les Corts espanyoles d'exclaustració del 25 d'octubre. El dia 4 de desembre el prior d'aleshores, Gabriel Fornés, reuní tots els monjos i conversos a la sala capitular i declarà dissolta la comunitat.
El 1823 amb la pujada al poder del partit realista es procedí a la restitució dels béns de les cartoixes, les cartoixes d'Aracristi, Portaceli i Valldecrist foren tornades per decret el 29 de juliol de 1823.
L'última i definitiva exclaustració tingué lloc durant el priorat de Bru Rogel, elegit en març de 1835. La cartoixa de Valldecrist es va dissoldre el 4 de setembre de 1835 a causa de la desamortització de Mendizábal. A partir d'eixe dia, fins al 26 de desembre, es feu l'inventari de béns immobles i mobles, de qualsevol cosa que poguera ser venuda. El 9 de novembre de 1844 el monestir va ser subhastat i venut. Els compradors foren Sebastián de Arujo i Pedro García Ruir, per un milió tres-cents mil rals de billó. Poc després cediren els seus drets a Jose Luis Clavero, propietari el 1847.
El 19 d'octubre de 1847 començà la demolició del cenobi per a vendre els materials constructius. Nou anys després, el 24 d'octubre de 1856 el propietari tornà a vendre Valldecrist. La destrucció no cessà, el 26 de maig de 1860 l'ajuntament de Sogorb concertà amb un dels propietaris per la compra de 12.000 reals de "tota la pedra llaurada que existisca en el convent de la cartoixa exceptuant una de les set magnífiques portalades que hi ha en el claustre menut, els brocals dels dos pous situats un en el dit claustre i l'altre al costat de la cuina i les quatre portes o portals que tanquen l'edifici i vauen al pati tocant al camí anomenat de la cartoixa sense que entren en l'excepció les cinc arcades que formen la perspectiva de la porta de la galera".

### Segle XX i actualitat
La destrucció de Valldecrist continuà al llarg del segle xx, les seues pedres s'utilitzaven per a la construcció. Per exemple, l'espadanya fou dinamitada en els anys seixanta per a construir un mur.
L'any 1955 la Diputació de Castelló acordà comprar la cartoixa; però només va arribar a comprar l'església o capella de Sant Martí, les capelles i el claustre de Sant Jeroni i una part de l'església major. L'arquitecte provincial, Vicente Traver, elaborà en 1956 un reportatge fotogràfic i un projecte de reconstrucció que mai es dugué a terme. La primera acció realitzada va ser la restauració de la portada de l'església de Sant Martí, que va ser desmuntada i traslladada a Castelló per a la restauració, però des d'aleshores no se'n sap res.
L'any 1966 es realitzà la primera restauració de l'església de Sant Martí. S'hi restauraren algunes voltes tapiades caigudes, però sense afectar les arcades de creueria.
La cartoixa de Valldecrist finalment va ser declarada Monument Historicoartístic el 10 de febrer de 1984 pel Consell de la Generalitat Valenciana. A partir d'aleshores i després de la redacció d'un estudi previ, se succeïren les excavacions i restauracions. El 27 de desembre de 1990 la Conselleria d'Hisenda comprà la cartoixa per trenta milions de pessetes. Una vegada adquirida la cartoixa (la part que no pertanyia a la Diputació de Castelló) els treballs es multiplicaren: neteja i apuntalament de zones, anastilosi del claustre de Sant Jeroni, restauració de la porta d'entrada, la volta i el soterrani de l'església de Sant Martí, recuperació de peces espoliades, etc. Entre 1993 i 1995 es desenvolupà la restauració de l'església de Sant Martí i el seu soterrani, subvencionades per la Conselleria i la Diputació de Castelló.
Des de 1995 fins al 2001 no s'hi va realitzar cap obra de restauració.

## Estructura de la cartoixa

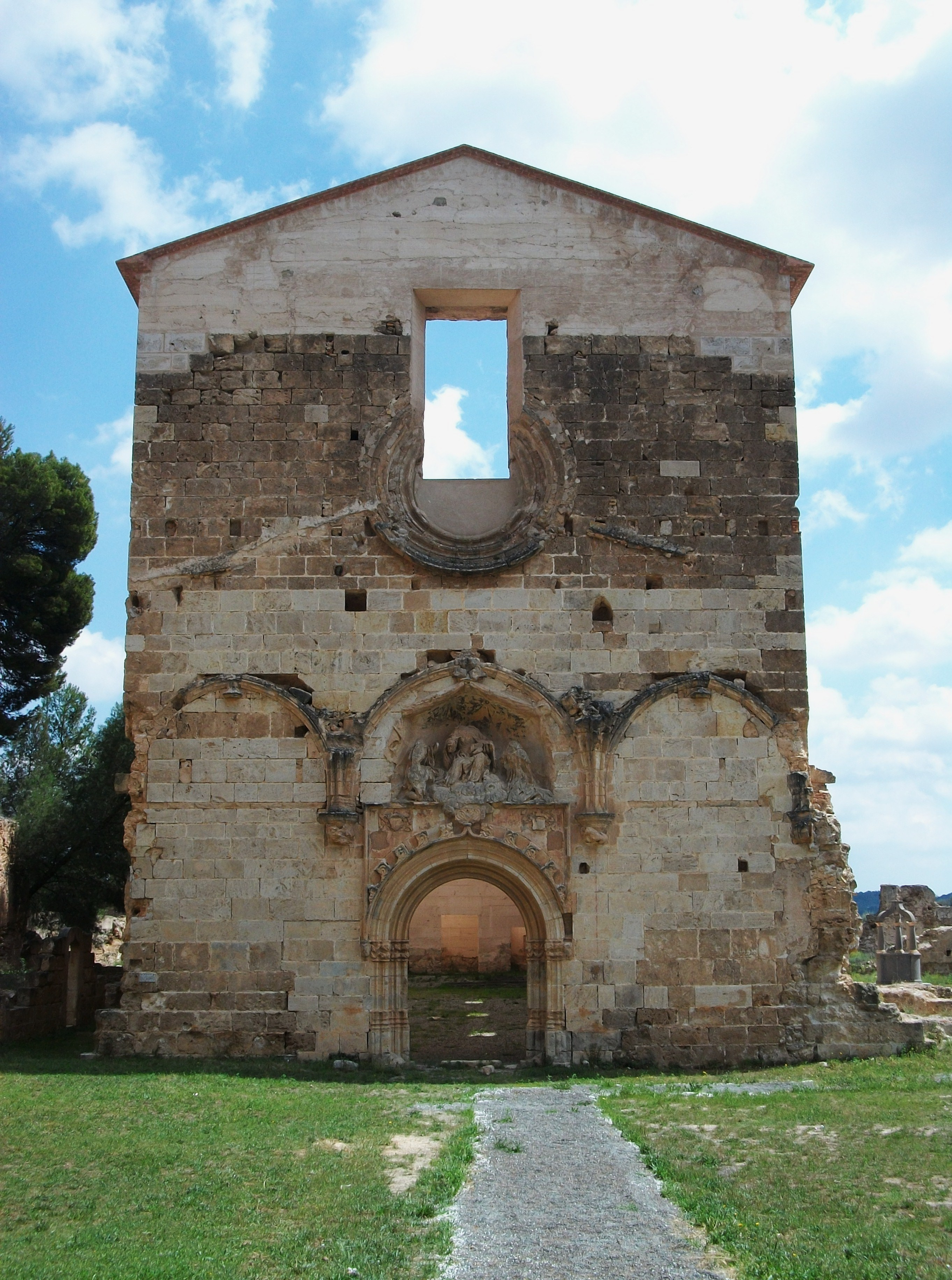
Façana de l'església de la Mare de Déu dels Àngels

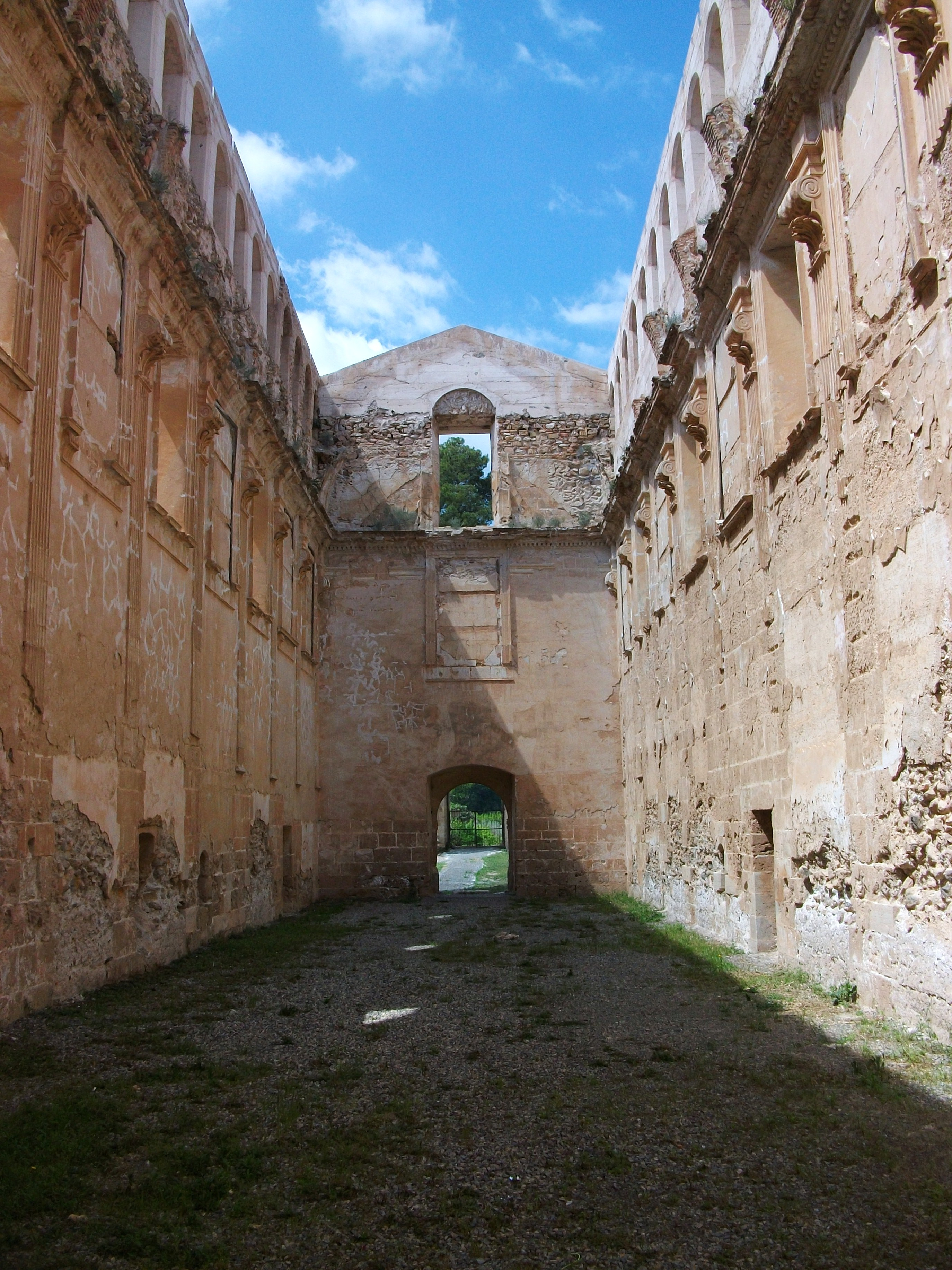
Interior de l'església de la Mare de Déu dels Àngels

Els monestirs cartoixans tenen, a grans trets, definides tres parts: l'àmbit de comunicació amb l'exterior, l'àmbit cenobític de vida en comú i l'àmbit eremític per a l'oració i meditació, i l'àmbit dels germans i la procura.

### Àmbit de serveis i comunicació amb l'exterior
- Portada principal: té un gran arc de mig punt de d'oval seguint la tradició del gòtic mediterrani, encara que data de l'any 1644.

- Muralla: envolta tot el conjunt, construïda en maçoneria i rematada per un trencaaigües cobert de rajoles. També és del 1644.

- Pati d'entrada: situat fora de la clausura, era l'àrea pública de la cartoixa. Al seu voltant es trobaven:

- Hostatgeria i tallers: és un dels pocs edificis que es conserva sencer, s'inicià la seua construcció cap al s. XVII i s'allargaren fins a la segona meitat del xviii. L'Hostatgeria nova ha desaparegut, se suposa que estava adossada al primer claustre que tingué la cartoixa.

- Infermeria-apotecaria: construïda abans de 1580, al costat de l'hostatgeria nova formant un angle recte.

### Àmbit cenobític

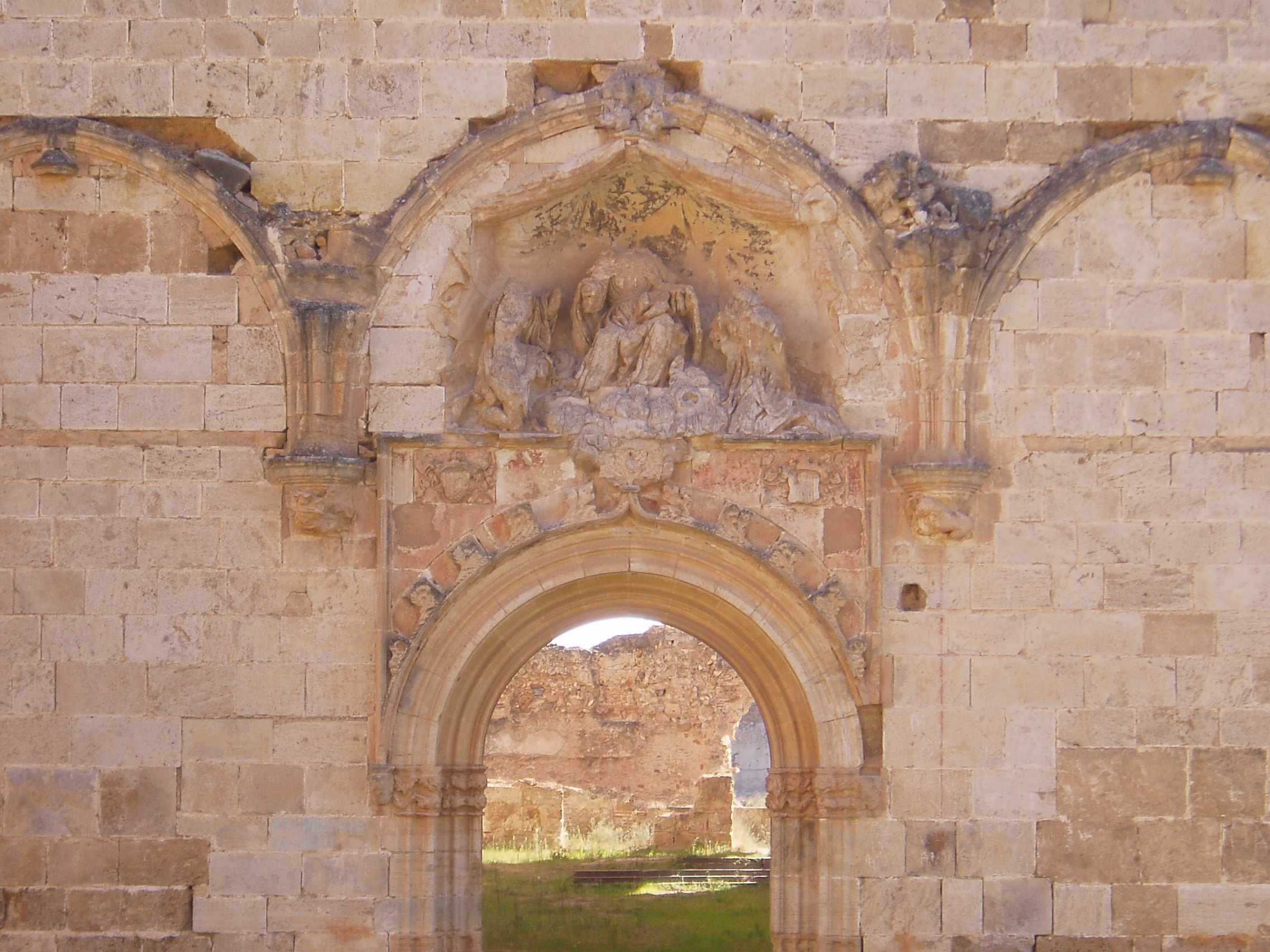
Portada de l'església

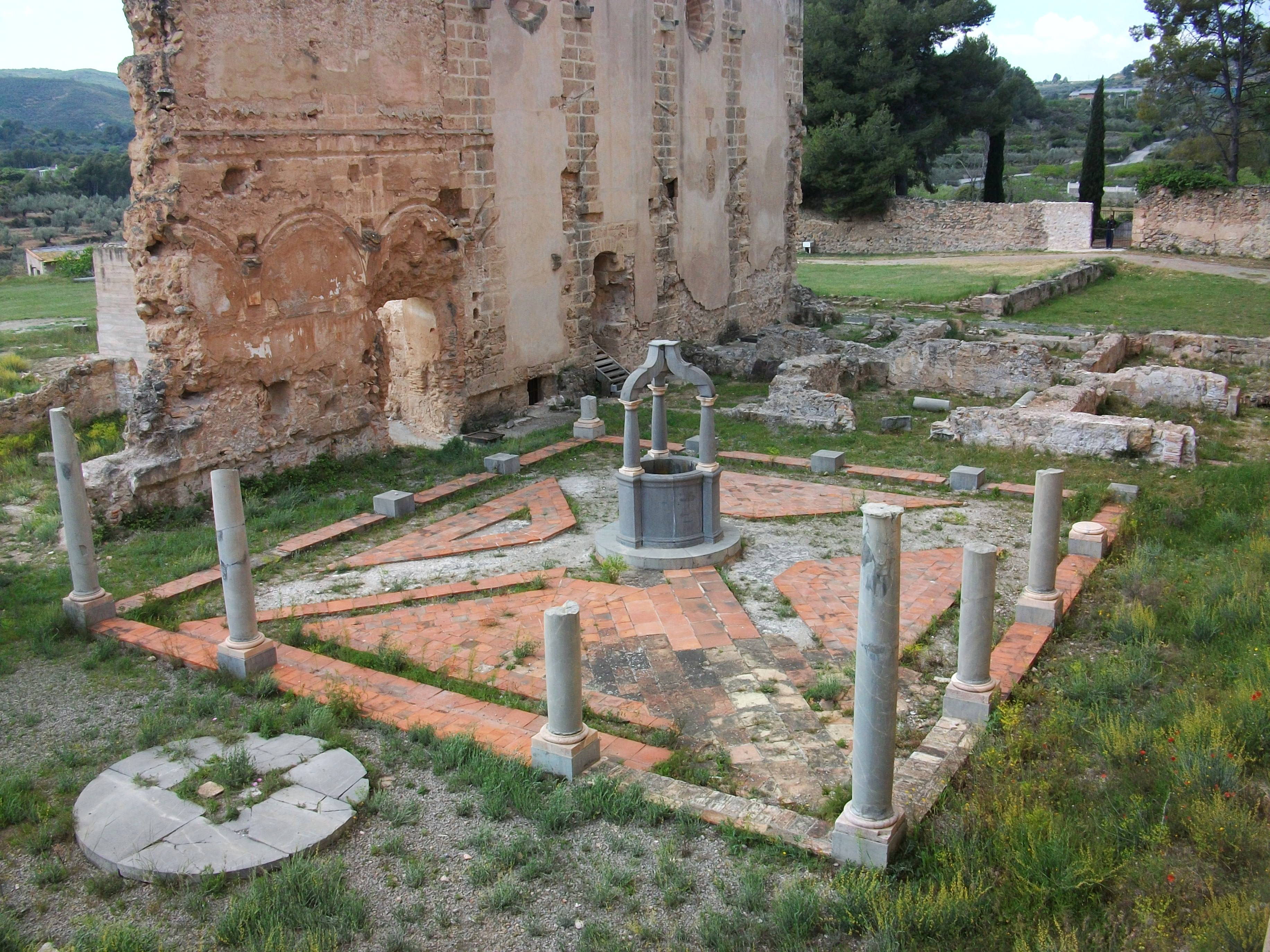
Claustre menor o de Sant Jeroni

- Església Major de la Mare de Déu dels Àngels: fou l'edifici més acurat i ornamentat de tot Valldecrist. Constava d'una sola nau sense capelles, dividida en dos parts per un cancell que separava els cors, els dels pares a l'est i el dels conversos a l'oest. Cadascun dels cors tenia un cadiratge i una entrada per separat. La construcció s'inicià envers el 1399, només es té constància de dos pedrapiquers: Joan Pere Terol i Miquel Garcia. L'església, sofrí grans transformacions estructurals i ornamentals durant el segle xvii.

L'església presentava davant de la seua portada un atri format per tres arcs de mig punt, amb el major més ample. Tenia les parets encoixinades, quatre columnes sobre pedestals a la cara de davant i estaven coronades per boles de caràcter herrerià, els arcs extrems frontals i laterals estaven tancats per una barana. El nou atri data de la primera meitat del segle xvii (fet en alguna de les reformes classicistes, de 1633 o la de 1665) i substituí el primer atri de Miquel de Maganya de 1522, del qual només s'aprofità la complexa volta estrellada del tardogòtic.
Sobre la portada hi ha encara un grup escultòric, mutilat, representant a sant Joan Baptista, la Mare de Déu amb el Xiquet i Bru de Colònia, el fundador de l'orde. Està protegit sota l'atri i excavat al mur de l'església, possiblement de la primera dècada del segle xviii, i amb autoria atribuïda a Nicolau de Bussy o Giacomo Bertessi.
Tornant a l'interior del temple, en 1634 començà la primera reforma classicista de la mà de Martí d'Orinda. Es va enderrocar la volta de creueria, elevant l'altura i construint una volta de canó reforçada amb arcs faixons. La decoració era a base de motius variats d'algeps policroms (quadrifolis, florons, puntes de diamant, ovals, quadrats, etc.). Reformà les primitives finestres ogivals amb motlures i alternant-les amb quadres, i un sòcol de taulellets va revestir les parets.
En els dos laterals del presbiteri i excavades al mur es localitzaven les arques funeràries dels fills de Martí l'Humà. El retaule gòtic també va ser substituït per un de nou, obra del romanista Joan Miquel Orliens, es decoraren les parets amb gran quantitats de quadres, com el de la Capella de sant Bru, atribuït a Vicent Castelló.
El 1665 Joan Claramunt construí la cúpula sobre tambor amb llanterna sostinguda sobre petxines (decorades amb motius heràldics), decorà la mitja taronja amb esgrafiats, tot molt semblant a la cúpula germana d'Aracristi.
El transagrari també és obra de Martí d'Orinda, encara que la decoració és obra de Miquel Salvador. Era un edifici xicotet amb cúpula, llanterna i finestres magníficament realitzades amb pintures de grotescs i a candelieri, profusió de motlures d'algeps pintades de colors, abundant pa d'or i quadres penjats.
- Sagristia: és una altra construcció gòtica reformada posteriorment, en 1598. Era una sala espaiosa i rectangular, tenia una obertura que venia a ser la capella de les relíquies. Sobre ella s'alçava un cupulí amb llanterna profusament decorat amb motlures i pintures de putti. Este reliquiari devia estar tancat amb dues portes amb dotze quadres de la història de Sant Bru, obra de Gregori Bausà (1631). La resta de la gran sala estava coberta per voltes de creueria revestides amb decoració barroca de cornises i angelots.

- Biblioteca i arxiu: segurament situats sobre la sagristia, no se sap amb seguretat si estaven en habitacions separades o en el mateix espai.

- Vicaria o capella exterior: de construcció gòtica, fou reformada barrocament amb algeps pintats i daurats. La porta dona al pati d'entrada, un espai que se situa a l'esquerra de l'església major.

- Campanar: situat a la porta de comunicació entra el claustret i l'església, es construí el 1665 per Joan Claramunt. Estava compost per quatre cossos amb un remat triangular de dues campanes (similar al d'Aracristi).

- Capella de Sant Bru

- Claustre menor o de Sant Jeroni: possiblement d'origen gòtic, però refet amb les formes de principis del segle xvii. Les seues columnes eren de marbre negre amb vetes mentre que el capitell i la base són de marbre rosa, igual que el brocal del pou (l'original del qual està a Altura). Les columnes estaven coronades per arcs de mig punt i la galeria coberta per voltes d'aresta. Una reforma del 1800 afegí set portes de marbres de diferents colors en els accessos d'entrada (algunes es conserven a l'Ajuntament de Sogorb). A l'interior del claustret hi havia pintures de Josep Vergara i Urbà Fos, i una escultura de Juan Valenzuela.

- Col·loqui: estava situat a la galeria oriental del claustret i tancat per vidrieres, amb pintures murals.

- Capelles: existien sis capelles situades al costat occidental del claustre menor, entre l'església major i la de Sant Martí, i disposades en dues filades de tres. La seua construcció és gòtica, però com és habitual van ser reformades posteriorment. La capella de santa Maria Magdalena era la més gran i ornamentada, va ser manada a construir per Lluís Mercader, (1489-1491). El seu retaule era de 1494 obra del Mestre de Perea. Hi havia altres capelles que no se sap exactament on estaven situades: capella de Sant Antoni, de Sant Nicolau Bisbe, Santa Caterina i santa Bàrbara, de sant Andreu apòstol, santa Úrsula i santa Maria Egipcíaca, de Sant Hug i capella de la Mare de Déu dels Desemparats. A la capella de Sant Sebastià, situada enfront de la cel·la del prior hi havia un retaule pintat per Joan de Joanes.

- Capítol: era una aula gòtica coberta per voltes creueria sobre fines mènsules delicadament tallades. El seu accés es feia per dues portes, una gòtica i una barroca. Al seu costat meridional hi havia un altar i simulat a la paret una cova com el Sant Sepulcre sobre la qual descansava un grup escultòric de terracota policromada de la Muntanya del Calvari, obra de 1565 de Juan de Valenzuela. Un altre element destacable era el conjunt del Crist jacent de marbre dut a Valldecrist per Lluís Mercader de la cort romana del Papa Alexandre VI. També estava el cadiratge i sis llenços, de Gregori Bausà de 1646.

- Refectori: estava cobert amb una volta de creueria i dividit en dos espais per un envà, igual que passava en l'església major, la part oriental per als pares i l'occidental per als germans. Tenia un gran nombre de portes (la més gran era pels sacerdots, recaia al claustre; la dels conversos donava al pas entre l'església de Sant Martí; dues més per a la cuina i el púlpit). Este menjador va ser acabat l'any 1456, comptava amb finestres ogivals que donaven al claustre de Sant Jeroni, ulls de bou a la part superior, un calefactor, i estava decorat amb diversos llenços.

- Cuina: feta a la llarga de diferents èpoques constructives no tenia un estil clarament definit. Estava dividida en tres dependències: la sala occidental, al costat del pou i amb un pis superior, era d'on es col·locaven els portadors de fusta que servien per dur el menjar fins a les cel·les dels monjos. El del centre era el rebost, el tercer era l'espai destinat a la preparació dels aliments i neteja d'utensilis, existia una escala helicoïdal que suposadament pujava a l'habitació del germà cuiner.

### Àmbit eremític

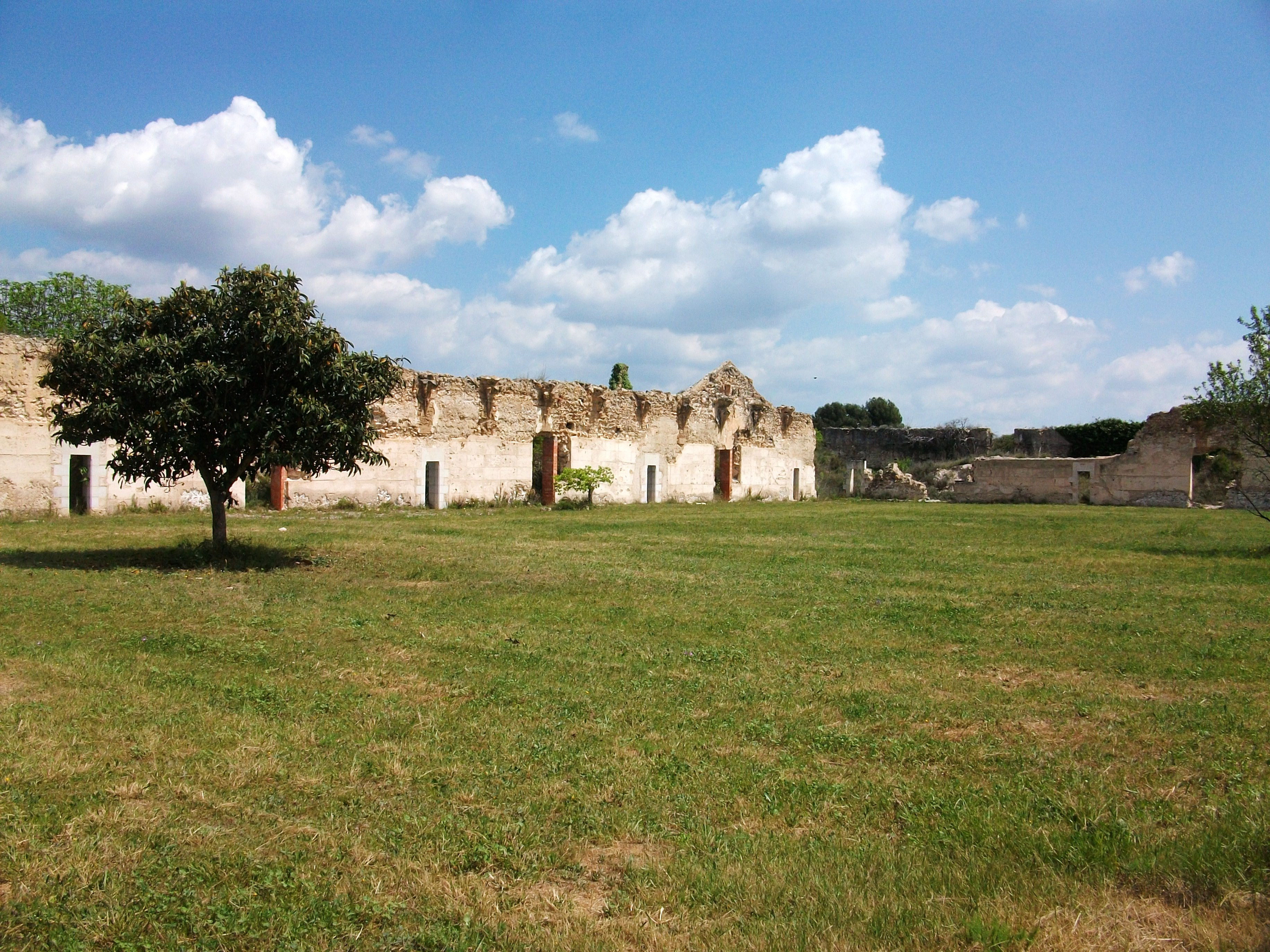
Claustre major

- Cel·la del prior: estava al final del corredor que anava per darrere l'església major, permetent-li una major comunicació amb l'àmbit cenobític. Coberta per una volta de creueria fou molt modificada per Joaquim Alfaura (priorat 1662-1666). Era diferent de les altres cel·les, en forma, grandària i riquesa. De dues plantes i amb un atri a l'entrada (construït el 1800). A l'interior tenia pintures i una llibreria pròpia amb portada de marbres jaspiats. El seu hort estava separat de la resta dels horts de les altres cel·les i en un nivell inferior.

- Claustre major: fou l'obra de tota la cartoixa que més va costar en acabar, s'inicià el 1399 i s'acabà cap a l'últim quart del s. XV, i és possible que es fera en distintes fases. En la seua construcció interveniren els mateixos mestres pedrapqiuers que a l'església i obra major feta durant el gòtic, a més de Francesc Martínez Biulaygua.

De tot el claustre només queda al lloc on fou construït els murs exteriors i els arrencaments dels nervis de les voltes de creueria. Tenia a la seua part oposada o interior una doble arcada de pedra: la interior formada per columnes i arcs escarsers (alguns dels quals es traslladaren i es conserven a Altura i Sogorb) recolzats sobre una barana, i l'arcada exterior construïda per contraforts-pilars i arcs també rebaixats.
Del paviment del deambulatori se'n conserven algunes restes a l'extrem nord de la seua galeria del fons (estava format per lloses quadrades blanques i blaves alternant-se). Als angles hi havia quadres de Josep Vergara. A l'entrada del corredor pel qual s'accedia al clautre major hi havia una portada de pedra de la qual només es conserva part del seu muntant esquerre. La porta la tancaven dos grans batents de fusta (possiblement són les que ara componen la porta barroca del s. XVIII de la capella del Salvador de la catedral de Sogorb).
El claustre està dividit en dues parts: l'occidental és l'hort i l'oriental, el cementeri. El fossar es consagrà el 1415 estava separat en dos zones, nord per als monjos i sud per als llecs. Entre les dues zones hi havia una gran creu de pedra i també prop estava la capella o torre de les ànimes, construïda per Lluís Mercader, 1489-1491.
- Cel·les: es construïen al mateix temps que es feia el claustre major. A pesar del seu estat de destrucció, es considera que n'hi havia vint-i-quatre. Eren habitatges de dues plantes: una inferior (4,3 metres d'alçada) on estaven les dependències del cartoixà, la superior només s'utilitzava com a cambra. les cel·les tenien dues entrades, una a l'habitatge i l'altra donava a l'hort, a més d'una finestra per rebre el menjar. Les cel·les tenien un vestíbul, que donava a l'avantcambra (mig habitatge), i un cubiculum (l'altra meitat), que era on hi havia l'estudi, l'oratori i el dormitori. A l'hort hi havia una pila que rebia l'aigua des d'una conducció que envoltava la muralla.

### Àmbit dels germans i la procura

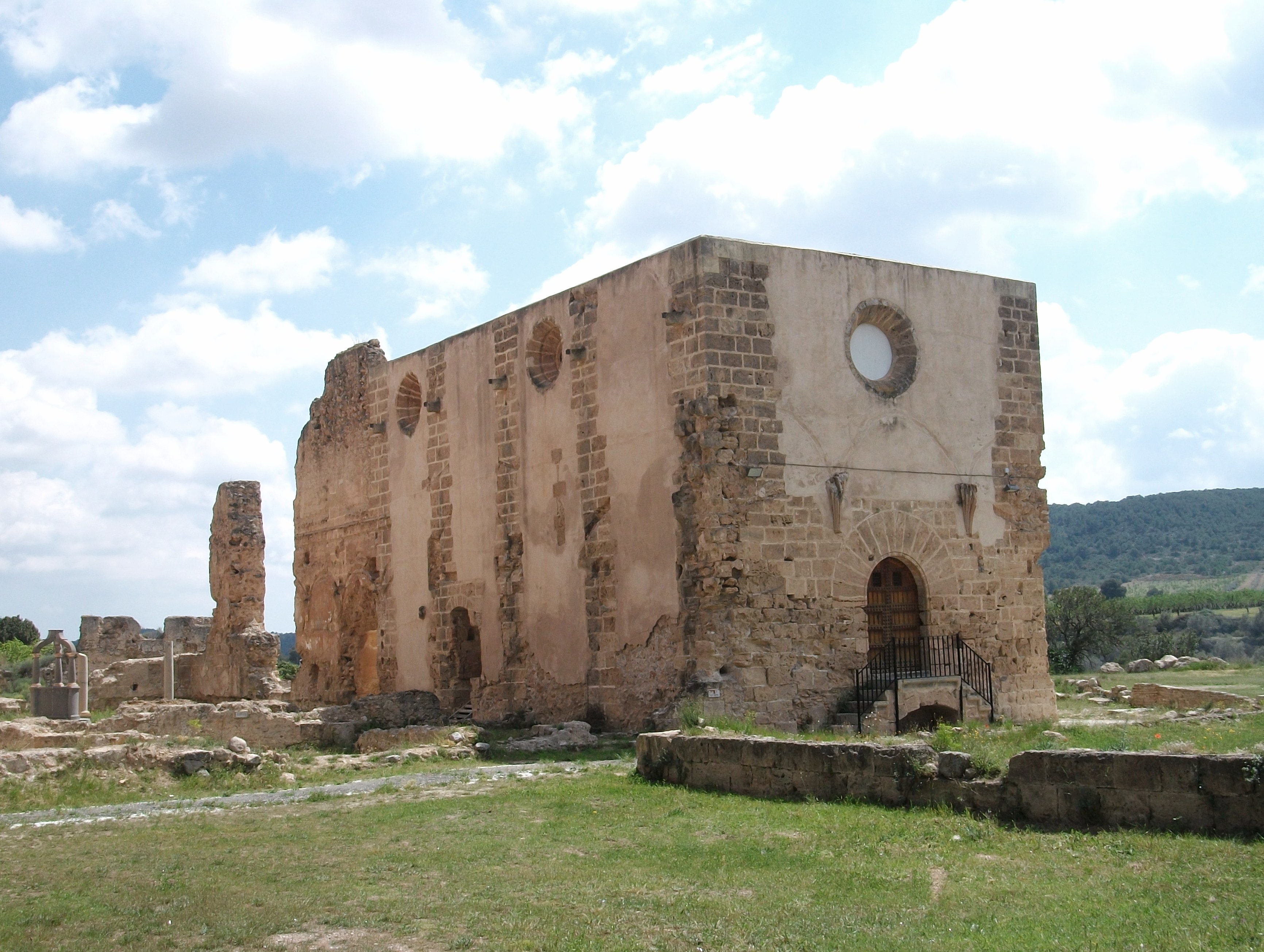
Església de Sant Martí

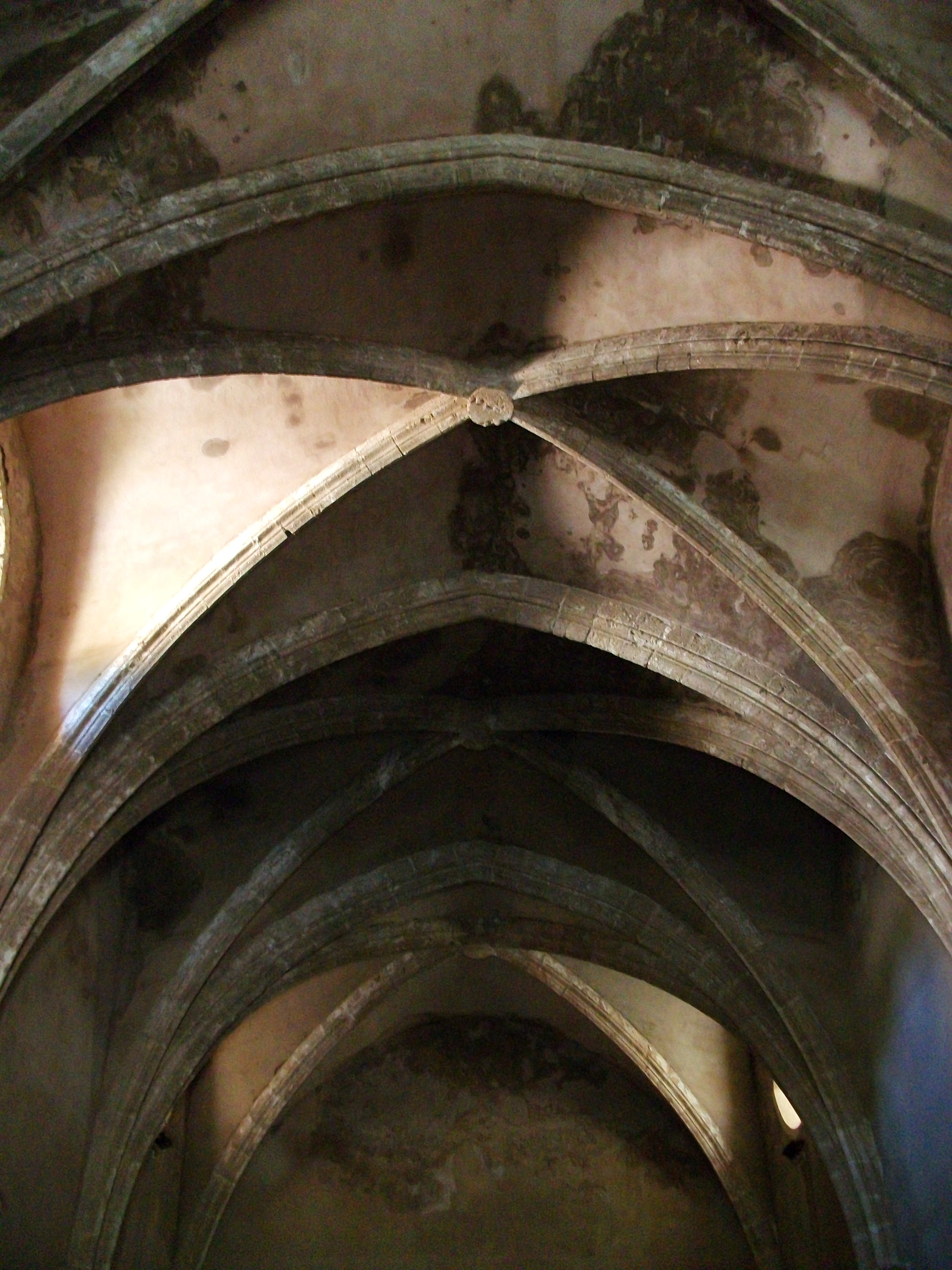
Voltes de la capella de Sant Martí

- Conreria: a la seua planta superior hi havia el forn.

- Claustre primitiu: va ser el primer claustre de la cartoixa, on va estar el primer cementeri fins al 1415 quan va ser consagrat el del claustre major. Al voltant del claustre hi havia sis petites cel·les i les cel·les del rei Martí, i dalt, la de la reina Maria. Des d'eixes cel·les eixien les tribunes a l'església de Sant Martí.

- Capella de Sant Martí: és l'element més ben conservat del conjunt. Es va consagrar el 13 de novembre de 1401. Té uns murs gruixuts, sense contraforts, planta rectangular, capçalera plana i una nau única coberta amb voltes de creueria. A sobre de l'entrada, per dins, se situaven les arques funeràries de Lluís Cornell i Dalmau Cervelló. El retaule major era gòtic però fou substituït per un altre en 1753, i el 1751 es va desfer l'envà que separava els cors. Sota l'església està el soterrani (il·luminat per claraboies) que posteriorment s'utilitzà com a magatzem i celler, però el seu bon acabat fa suposar que en origen tindria una altra funció.

- Altres dependències: el graner, els trulls, el llavador de peix, l'almàssera, el viver de peixos, refectori i cuina dels criats, quadres i cavallerisses, la casa del guarda, el paller, l'era, el molí fariner (acabat el 1809, l'última construcció abans de l'exclaustració).